# Lijst van spelers van Envigado Fútbol Club
Deze lijst omvat voetballers die bij de Colombiaanse voetbalclub Envigado Fútbol Club spelen of gespeeld hebben. De namen zijn alfabetisch gerangschikt.

## A
- Carlos Abella
- Johny Acosta
- Belmer Aguilar
- Jorge Aguirre
- Carlos Álvarez
- Yilmar Angulo
- Jaime Arango
- Carlos Arboleda
- Libis Arenas
- Freddys Arrieta

## B
- Orlando Ballesteros
- Felipe Baloy
- Jesus Barrios
- Gerardo Bedoya
- Jair Benítez
- Jimmy Bermudez
- Gustavo Bolívar
- Víctor Bonilla
- Fáider Burbano

## C
- Elkin Calle
- Ricardo Calle
- Armando Carrillo
- Geovanis Cassiani
- Faider Castillo
- Camilo Ceballos
- Jhon Córdoba
- Jhon Córdoba
- Víctor Cortés
- Raúl Cuesta

## D
- Gustavo Davila
- Jhon Durán
- Carlos Díaz
- Farid Díaz

## E
- Marco Echavarria
- Jhon Escobar

## F
- Frank Fabra
- Fernando Oliveira
- Edison Fonseca
- Yuberney Franco

## G
- Juan Jairo Galeano
- Andrés Gallego
- Carlos Gallego
- Mario García
- Martín García
- Benson Garrido
- Camilo Giraldo
- Jhonier Gonzáles
- Mauricio Gonzáles
- Diego González
- Freddy Grisales
- Fredy Guarín

## H
- Duvan Hernández
- Eder Hernández
- Henry Hernández
- Freddy Hurtado

## L
- Hector Landazuri
- Juan Leal
- Nelson Lemus

## M
- Ormedis Madera
- Levid Martínez
- Luis Martínez
- Wilder Medina
- Wilson Mejia
- Yulián Mejía
- Yessy Mena
- John Mendoza
- Mauricio Molina
- Charles Monsalvo
- Neider Morantes
- Giovanni Moreno
- Henry Moreno
- Luis Moreno
- Alexander Mosquera
- Elkin Mosquera
- Jonny Mosquera
- Roberto Mosquera
- Yuber Mosquera
- Eder Muniver
- León Muñoz

## O
- Weimar Olivares
- Hermes Orejuela
- Andrés Orozco
- Alex Orrego
- Carlos Ortíz

## P
- Dorlan Pabón
- Frank Pacheco
- Arley Palacios
- Harnol Palacios
- Carlos Peralta
- Camilo Pérez
- Luis Pérez
- Elvis Perlaza
- Marlon Piedrahita
- Pedro Pino
- Célimo Polo
- Francisco Primera

## Q
- Rubiel Quintana
- Juan Quintero
- Juan Quintero

## R
- Cristian Rada
- Juan Ramírez
- Oscar Restrepo
- James Rodríguez
- Jonathan Rodríguez

## S
- Juan Saiz
- Andrés Saldarriaga
- Rodrigo Saraz
- Jorge Serna
- Janer Serpa
- Jesús Sinisterra
- Victor Soto
- Juan Suescun

## T
- Luis Tejada
- Juan Tobon
- Diego Toro
- Yesid Trujillo

## V
- Diego Vacca
- Gerardo Vallejo
- Andres Vargas
- Mauricio Vargas
- Daniel Velásquez
- Edigson Velazquez
- Kilian Virviescas

## W
- Jhonnifer Waldo

## Z
- Jhon Zea